# ヴァイオリンソナタ第3番 (メンデルスゾーン)
ヴァイオリンソナタ第3番 ヘ長調 MWV Q26は、フェリックス・メンデルスゾーンが1838年に作曲したヴァイオリンソナタ。この作品は作曲者の生前に出版されることはなく、1953年にヴァイオリニストのユーディ・メニューインが手筈を整えてようやく世に出された。

## 概要
メンデルスゾーンが本作に取り掛かったのは1838年のことで、これは彼が名高いヴァイオリン協奏曲に着手したのと同じ年であった。同年6月15日には曲の草稿は完成に至っていたものの、彼は本作を「嘆かわしいソナタ」であるとして否定してしまう。
メンデルスゾーンは1839年になって作品の改訂に乗り出し第1楽章を書き直した。しかし、その作業は1847年の彼の死によって未完成のまま残されることになる。1953年にヴァイオリニストのユーディ・メニューインが曲の再興を期し、メンデルスゾーンが未完のまま残した改訂版を頼りに第1楽章を整え、出版のために体裁を整えたのであった。このメニューイン版はメンデルスゾーンが遺した2つの手稿譜を混ぜ合わせた上に多くの部分に彼が自ら手を入れており、メンデルスゾーンが書いたままの楽譜が入手可能になったのは2009年のことだった。

## 楽曲構成
全3楽章で構成される。演奏時間は約22分。
1. Allegro vivace
2. Adagio
3. Assai vivace